# Виктория Петрова
Вижте пояснителната страница за други личности с името Виктория.
Виктория Петрова е българска журналистка и водеща на bTV Новините.

## Биография

### Образование
Виктория Петрова е родена на 30 август 1978 г. във Варна. Средното си образование завършва в Пета езикова гимназия „Йоан Екзарх“ във Варна. Защитава магистърска степен по философия и история и журналистика в Софийския университет. Завършва право във Великотърновския университет.

### Професионално развитие
Дълги години е кореспондент на Радио Варна от София. Започва в ТВ Европа, след това в TV7, където работи като репортер на съботно-неделните новини и водеща осем години. През 2007 г. се присъединява към екипа на bTV, където в началото е репортер, а по-късно става водеща на bTV Новините. Виктория Петрова става изключително популярна като репортер, записал и огласил компрометиращия разговор между министрите Пламен Орешарски и Даниел Вълчев по време на учителската стачка. През 2015 г. Академията за мода я отличава с приза за най-стилни и успешни българи „БГ модна икона“ .

### Личен живот
През август 2008 г. се омъжва за оператора Добромир Иванов, но през 2010 г. той я изоставя заради танцьорка от балет M Dance. През 2011 г. има връзка със спортния коментатор Петър Бакърджиев, но двамата се разделят. От 2015 до 2022 г. Виктория Петрова има връзка с бившия министър на младежта и спорта Красен Кралев.